# عطا الله عبد الله
عطا الله عبد الله (ولد في 10 يوليو 1960) هو رباع عراقي تنافس في دورة الألعاب الأولمبية الصيفية 1992.

## روابط خارجية
- عطا الله عبد الله على موقع أوليمبيديا (الإنجليزية)